# Galijula
Galijula je otočić u jugozapadnom Jadranu, 3 nautičke milje udaljen od otoka Palagruže. Pripada Republici Hrvatskoj. Točna pozicija otoka je 42°22'40" sjeverne zemljopisne širine i 16°20'20" istočne zemljopisne dužine i na njemu leži najjužnija kopnena točka Hrvatske.
U neposrednoj blizini jugozapadno od otoka nalazi se plićak/hrid Pupak, a na njegovu dnu potonuli parobrod. Njegovi ostatci još su u relativno dobrom stanju s obzirom na vrijeme proteklo od potonuća. U podmorju akvatorija Galijule nalazi se i potonula srednjovjekovna galija. Otok je okružen drugim brojnim plićinama pa mu je prilaz moguć samo iskusnijim pomorcima koji znaju doći do otoka s jugozapadne strane. Otok je nenaseljen. Nije prikladan za sklanjanje od nevremena jer je izložen otvorenom moru sa svih strana te okružen brojnim opasnim plićacima.
U podmorju Galijule je arheološko nalazište iz starog vijeka.

## Grebeni i plićine
U neposrednoj blizini je plićina Pupak, oko 700 metara jugoistočno od otoka, gdje leži potonuli parobrod. Njegovi ostatci na dnu su još u relativno dobrom stanju s obzirom na doba od potonuća. Otok je okružen brojnim drugim plićinama naročito na sjeveru i istoku, pa mu je prilaz moguć samo iskusnijim pomorcima koji znaju stići do otoka s jugozapadne strane do jedine uvalice Buk, gdje je moguće privezati manju barku. Otok je nenaseljen i nije prikladan za sklanjanje od nevremena, jer je sa svih strana izložen udaru otvorenog mora, a okružen je brojnim opasnim plićacima. Ponekad, za velike oseke, ova hrid viri tik nad površinom, pa je u tim trenucima ona, a ne Galijula, najjužnija točka Hrvatske. Južno i jugoistočno od plićine Pupak nema hridi koje bi virile iz mora, čak ni za vrijeme velike oseke.
- Jugoistočne plićine (brakovi): Daleko u smjeru istok-jugoistok od Galijule, na otvorenoj pučini jugozapadnog Jadrana u našem akvatoriju su još 2 izdvojene plićine ili kameni 'brakovi' koje niti za oseke ne izviruju nad morem, a obje su važna i bogata lovišta komiških ribara. Jedan kilometar dalje na jugoistok, 3 km od Galijule je prostrani kameniti 'brak', tj. pučinska pličina Tumbun opasna za nasukavanje i gdje je jedno od naših najbogatijih lovišta mnogobrojnih jastoga. Još oko 3 milje istočnije od Tumbuna ili 7 milja od Galijule (desetak milja od Vele Palagruže), daleko na otvorenoj pučini blizu međunarodne morske granice je i drugi sličan kameniti plićak, tj. brak od Grujeta, također bogata ribarska postaja najviše za lov na velike kirnje, a opasan je zbog nasukavanja samo za veće brodove s dubljim gazom.

## Povijest istraživanja
Kao hrvatski najjužniji i istureni otok, Galijula je predmet raznih stručnih istraživanja već preko pola stoljeća. Zbog kamene goleti i teže dostupnosti iskrcaja, najprije su počela istraživanja okolnog podmorja, pa 1950-ih Oceaografski institut Split proučava smeđe alge, a od 1970-ih Hidrografski institut Split uz otok istražuje hidrodinamiku, morske struje i veličinu valova. Prva istraživanja na samom kopnu Galijule počinju 1980-ih, kada Pedagoški fakultet Split u suradnji s viškim ribarima na otoku i okolnim plićinama popisuje domaće čakavske toponime, a od 1990-ih Institut Ruđera Boškovića iz Zagreba istražuje kopnenu i obalnu floru i ptice.

## Flora i fauna
Osim sitnih kukaca i pužića, jedina veća fauna na Galijuli su ptice gnjezdarice. Na višoj se sredini otoka gnijezde galebovi (Larus michahellis) i niže uz obalu morski vranac (Phalacrocorax aristotelis). U kopnenoj flori osim sitnih lišajeva, rastu tek 3 veće biljke tipa halofita na sredini otoka (Arthrocnemum glaucum, Elymus pycnanthus i Atriplex prostrata). Na obali Galijule i u okolnom podmorju raste par stotina raznih alga, od kojih su najveće smeđe cistozire, a najraširenije ovapnjele alge tipa koraligena. Na okolnim plićinama su najbogatija lovišta velikih jastoga (Palinurus elephas), a od raznih riba su posebno zastupljene kirnje, salpe, itd.